# Ferdynand II (król Leonu)
Ferdynand II (jęz. hiszp. Fernando II de León, ur. 1137 w Toledo, zm. 22 lipca 1188) – król Galicji 1154–1188 i Leonu 1157–1188.

## Życiorys
Młodszy syn Alfonsa VII, króla Kastylii i Leonu, oraz Berengarii (zm. 1149), córki Ramona Berenguera III, hrabiego Barcelony.
Za życia ojca Ferdynand został koronowany królem Galicji, a po jego śmierci (23 sierpnia 1157), zgodnie z wolą ojca, otrzymał także królestwo Leonu, natomiast starszy syn Alfonsa VII, Sancho III przejął władzę w królestwie Kastylii. Sancho III niespodziewanie zmarł po roku panowania (31 sierpnia 1158), wówczas Ferdynand II objął regencję w imieniu swego bratanka, niespełna trzyletniego Alfonsa VIII. Jeszcze za życia Sancha III Ferdynand zawarł z nim układ w Sahagun, który rozgraniczał między nimi strefy wpływów i kierunku rekonkwisty, a także ustalał zasady dziedziczenia.
Po faktycznym objęciu władzy w Kastylii Ferdynand przyjął tytuł „króla Hiszpanii”, pretendując, podobnie jak jego ojciec i brat, do zwierzchnictwa nad pozostałymi chrześcijańskimi królestwami półwyspu Iberyjskiego: Nawarrą i Aragonią. Dążenia władcy napotkały poważny opór w Kastylii, gdzie możni skupieni wokół wpływowego rodu Lara stworzyli zbrojną opozycję wobec Ferdynanda, chcącego zlikwidować odrębność Kastylii. Ferdynand znalazł sojuszników w członkach innego ważnego kastylijskiego rodu - Castro, zajmując przy ich pomocy kilka kastylijskich miast, w tym Segowię, Toledo oraz obszary Estremadury. Walki w Kastylii trwały do 1163 roku, kiedy zawarto rozejm, choć w 1166 Ferdynand musiał dodatkowo oddać bratankowi Toledo. W 1169 możni kastylijscy ogłosili, że Alfons VIII jest już pełnoletni, co pozwoliło im zrzucić zależność króla Leonu, aczkolwiek Ferdynandowi II udało się zatrzymać w posiadaniu część zdobytych terenów.
Gdy Ferdynand poczynił ustępstwa na rzecz Kastylii przyszło mu walczyć z energicznym władcą nowego iberyjskiego królestwa: Alfonsem I portugalskim, który w 1163 zajął Salamankę. W 1165 doszło do porozumienia obu władców, przypieczętowanego ślubem Ferdynanda z Urraką (zm. 1188), córką Alfonsa portugalskiego. Pokój był jednak krótkotrwały. Alfons poczuł się zagrożony ekspansją Ferdynanda, który kontynuował repoblację Estremadury, zakładając miasto Ciudad Rodrigo. Alfons zaatakował ziemie Ferdynanda, zajmując część Galicji i oblegając Badajoz w Estremudurze. Dopiero pomoc otrzymana od muzułmańskich władców niewielkich taifatów pozwoliła Ferdynandowi pokonać Alfonsa (1169). Do zawarcia, trwałego tym razem, pokoju doszło w Pontevedra, na mocy którego Alfons musiał zwrócić zagarniętych uprzednio dwadzieścia pięć zamków oraz miasta Cáceres, Badajoz, Trujillo, Santa Cruz i Montánchez.
Dla ochrony pielgrzymów wędrujących do Santiago de Compostela król w 1170 założył bractwo rycerzy Cáceres (Hermandady de freiles de Cáceres), które przekształciło się wkrótce w rycerski Zakon Santiago po tym, jak arcybiskup Santiago został honorowym członkiem tego zakonu. Reguła zakonu została zatwierdzona przez papieża w 1175 roku. Rok później król wziął w opiekę również inny zakon rycerski, Alcantara założony w 1157.
Przejściowe przymierze z muzułmanami nie przeszkadzało Ferdynandowi kontynuować rekonkwisty, którą z bardzo zmiennym szczęściem prowadził jego ojciec. Ferdynand zdobył na Maurach m.in. Alkantarę i Alburquerque. Walcząc z Maurami król Ferdynand wspomógł swego teścia Alfonsa, gdy jego królestwo zostało najechane przez wojska kalifa Maroka Abu Jusufa I. Portugalskie miasto Santarem zostało oblężone przez muzułmanów, jednakże Ferdynand przybył na pomoc oblężonym i pokonał najeźdźców. W latach 1178–1181 Ferdynand toczył kolejną wojnę z Kastylią, ale bez większych rezultatów.

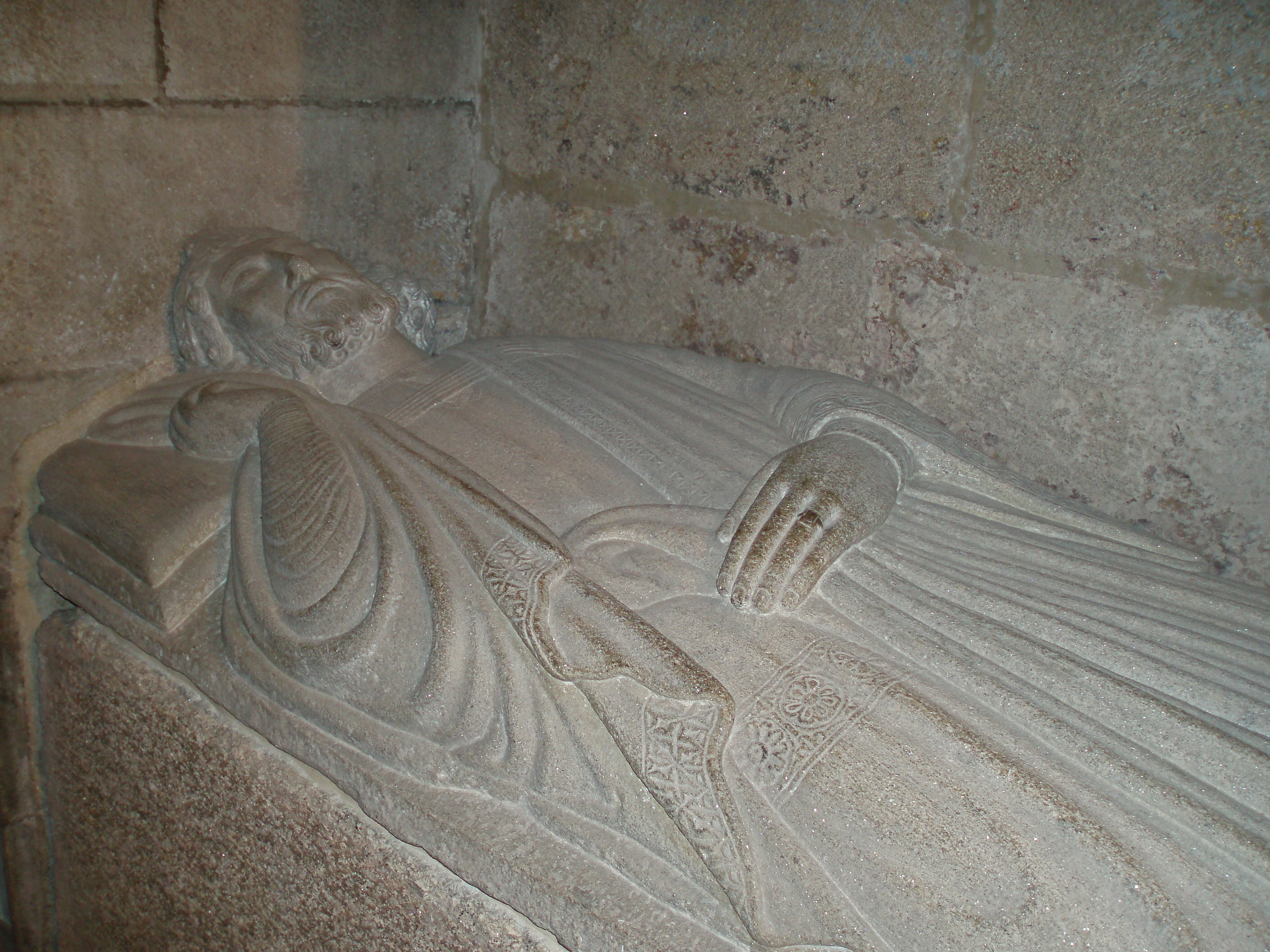
Nagrobek Ferdynanda II w katedrze w Santiago de Compostela

Ferdynand II zmarł 22 stycznia 1188, gdy wracał z pielgrzymki do grobu św. Jakuba w Santiago de Compostela. Został pochowany w tamtejszej katedrze.

## Rodzina
- Z pierwszego małżeństwa z Urraką Portugalską Ferdynand miał urodzonego w 1171 roku syna Alfonsa IX, następcę tronu i dziedzica. W 1175 roku papież Aleksander III unieważnił, pod zarzutem zbyt bliskiego pokrewieństwa, małżeństwo Ferdynanda i Urraki Portugalskiej, którą król oddalił już kilka lat wcześniej, w 1171 lub 1172.
- W 1178 król mógł zalegalizować, trwający od 1172/1173, swój związek z Teresą Fernandez de Traba, nieślubną córką Fernanda, hrabiego de Traba i seniora de Trastamara, po kądzieli nieślubną wnuczką króla Leonu Alfonsa VI (niektórzy badacze wskazują, że drugą żoną była córka Teresy Fernandez de Traba z pierwszego małżeństwa - Teresa Núñez de Lara). Z drugiego małżeństwa król doczekał się dwójki dzieci, które jednak zmarły w dzieciństwie.
- Po śmierci Teresy (1180) król związał się z kolejną wdową, Urraką Lopez de Haro (zm. 1223), córką hrabiego Lopego Diaza de Haro, seniora Vizcaya. Trzecia żona, poślubiona w maju 1187, dała królowi trójkę synów, ale tylko najmłodszy z nich przeżył ojca. Był to Sancho Fernandez (ur. 1186, zm. 1220), senior de Monteagudo y Aguilar, żonaty z Teresą Diaz de Haro (z rodu swej matki), został zabity przez niedźwiedzia.